# Zawiszyn (Dubeninki)
Zawiszyn (deutsch Katharinenhof, Kreis Goldap) ist ein Ort in der polnischen Woiwodschaft Ermland-Masuren. Er gehört zur Landgemeinde Dubeninki (Dubeningken) im Powiat Gołdapski (Goldap).

## Geographische Lage
Zawiszyn liegt im Nordosten der Woiwodschaft Ermland-Masuren nur 1 Kilometer nordwestlich der einstigen Staatsgrenze zwischen dem Deutschen Reich und Polen, die heute ungefähr dem Verlauf der Woiwodschaftsgrenze nach Podlachien entspricht. Bis zur heutigen polnisch-russischen Staatsgrenze sind es sieben Kilometer in nördlicher Richtung.

## Geschichte
Das einstige Katharinenhof, um 1900 auch Adlig Catharinenhof, bestand vor 1945 aus einem Gut, einer Ziegelei und mehreren Gehöften. Das Gut wurde bereits 1818 erwähnt, die Ziegelei erst 1913/14 gegründet. Im Jahre 1874 wurde Katharinenhof Teil des neu errichteten Amtsbezirk Rogainen (polnisch: Rogajny), der bis 1945 bestand und zum Kreis Goldap im Regierungsbezirk Gumbinnen der preußischen Provinz Ostpreußen gehörte.
Am 14. September 1908 fand eine Neubildung des Gutsbezirks Catharinenhof aus Teilen des Gutsbezirks Rogainen statt. Im Jahre 1910 zählte der kleine Ort 96 Einwohner.
Am 30. September 1928 kam es zum Zusammenschluss der Landgemeinde Rogainen und der Gutsbezirke Catharinenhof und Rogainen zur neuen Landgemeinde Rogainen. Damit hatte Catharinenhof seine Eigenständigkeit aufgegeben.
In Kriegsfolge wurde Katharinenhof 1945 mit dem gesamten südlichen Ostpreußen Polen zugeordnet. Heute trägt das kleine Dorf die polnische Bezeichnung „Zawiszyn“ und ist eine Ortschaft im Verbund der Gmina Dubeninki im Powiat Gołdapski. Gehörte dieser zwischen 1975 und 1998 zur Woiwodschaft Suwałki, so ist er seither in die Woiwodschaft Ermland-Masuren integriert. Im Jahr 2006 zählte der Ort 70 Einwohner.

## Kirche
Die Einwohner Katharinenhofs waren vor 1945 fast ohne Ausnahme evangelischer Konfession. Das Dorf war in das Kirchspiel der Kirche Dubeningken eingepfarrt, die zum Kirchenkreis Goldap innerhalb der Kirchenprovinz Ostpreußen der Kirche der Altpreußischen Union gehörte. Katholische Kirchenglieder waren der Pfarrei in Dubeningken im Bistum Ermland zugeordnet.
Heute hat sich die kirchliche Situation umgekehrt: die Mehrheit der Bevölkerung Zawiszyns ist katholischer Konfession und hat die einstige evangelische Kirche in Dubeninki als Pfarrkirche übernommen. Sie ist dem Dekanat Filipów im Bistum Ełk (Lyck) der Katholischen Kirche in Polen zugeordnet. Die hier lebenden wenigen evangelischen Kirchenglieder gehören zur Kirchengemeinde in Gołdap, die ihrerseits eine Filialgemeinde der Pfarrei in Suwałki in der Diözese Masuren der Evangelisch-lutherischen Kirche in Polen ist.

## Verkehr
Durch Zawiszyn verläuft die in dieser Gegend bedeutende Woiwodschaftsstraße DW 651, die die Kreisstädte Gołdap (Woiwodschaft Ermland-Masuren) und Sejny (Woiwodschaft Podlachien) miteinander verbindet. Außerdem endet in Zawiszyn eine von Górne (Gurnen) über Czarne (Czarnen, 1938 bis 1945 Scharnen) kommende Nebenstraße. Eine Bahnanbindung besteht nicht mehr, seit in Kriegsfolge nach 1945 die auch „Kaiserbahn“ genannte Bahnstrecke Goldap–Szittkehmen/Wehrkirchen mit der nächstgelegenen Bahnstation Dubeninki außer Betrieb gesetzt wurde.